# Kongō Kyūbi
| Recensione              | Giudizio |
| ----------------------- | -------- |
| http://jrock247.com     | positivo |
| kevymetal.wordpress.com | 91\100   |

Kongō Kyūbi(金剛九尾; Indestructible Ninetails) è il 9º album in studio del gruppo heavy metal giapponese Onmyo-za, pubblicato il 9 Settembre 2009 dalla King Records (etichetta discografica giapponese). L'album ha raggiunto la posizione numero 13 della classifica Oricon (classifica musicale giapponese). Quest'album è stato pubblicato anche negli Stati Uniti da JapanFiles.

## Tracce
1. baku
2. aoki dokugan (One Blue Eye)
3. izayoi no ame (Sixteenth Night Rain)
4. kosode no te
5. kuzaku-ninpōchō (Ninja Scroll of Peacock)
6. banka (Elegy)
7. sōkoku (Rivalry)
8. dōkoku (Lamentation)
9. kumikyoku "kyūbi" ~ tamamo-no-mae (Ninetails Suite: Tamamo-no-Mae)
10. kumikyoku "kyūbi" ~ shōmakyō (Ninetails Suite: Shōmakyō)
11. kumikyoku "kyūbi" ~ sesshōseki (Ninetails Suite: Killing Stone)
12. kuraiau (Devour Together)